# Киселёв, Трофим Кузьмич
Трофи́м Кузьми́ч Киселёв (18 сентября 1914, с. Троицкое, Воронежская губерния — 4 сентября 1967, с. Троицкое, Воронежская область) — советский военнослужащий, участник Великой Отечественной войны, полный кавалер ордена Славы.

## Биография
Родился в селе Троицкое (ныне — Новохопёрского района Воронежской области) в русской крестьянской семье. Окончил 4 класса, работал в колхозе.
Служил в Красной Армии с 1936 года по 1938 год в 190-м стрелковом полку. Повторно призван на военную службу в 1942 году, с февраля — на фронтах Великой Отечественной войны. Служил разведчиком-санитаром 42-й гвардейской отдельной разведывательной роты 46-й гвардейской стрелковой дивизии.
В течение ноября 1943 — января 1944 года из-под огня противника вынес с поля боя с оружием 32 человека. Приказом по 46-й гвардейской стрелковой дивизии 18 февраля 1944 года награждён орденом Красной Звезды.
28 июня 1944 года в районе города Лепель (Витебская область) в тылу врага обеспечил непрерывную связь с командиром роты, чем содействовал выполнению боевой задачи. Приказом по 46-й гвардейской стрелковой дивизии 19 июля 1944 года награждён орденом Славы 3 степени.
5 сентября 1944 года был ранен. 29 октября 1944 года южнее города Приекуле (ныне — в Приекульском крае Латвии), выполняя в группе задание по захвату пленного, броском гранаты подавил пулемёт противника, захватил «языка», а затем огнём из автомата прикрывал отход группы. Приказом по 6-й гвардейской армии 3 декабря 1944 года награждён орденом Славы 2-й степени.
6 января 1945 года в районе посёлка Вайнёде (Латвия), действуя в составе головного дозора, взял в плен вражеского солдата, сообщившего важные сведения, затем прикрывал отход группы. 29.06.1945 года награждён орденом Славы 1 степени.
Член КПСС с 1945 года. В 1945 году демобилизован. Вернулся в родное село, работал в колхозе. Умер 4 сентября 1967 года после тяжёлой болезни.

## Память
В 1998 году Новохопёрске установлен бюст Т. К. Киселёва.

## Награды
- медаль «За отвагу» (26.10.1942)[9]
- орден Красной Звезды (18.2.1944)[3]
- орден Славы 1-й (29.6.1945), 2-й (3.12.1944)[7] и 3-й (19.7.1944)[5] степеней.
- медаль «За победу над Германией в Великой Отечественной войне 1941—1945 гг.»[2]